# 吴起街道
吴起街道，是中华人民共和国陕西省延安市吴起县下辖的一个街道办事处。
2015年，陕西省民政厅批复同意撤销吴起镇，设立吴起街道办事处。

## 行政区划
吴起街道下辖以下地区：
南苑社区、北苑社区、城区社区、宗湾子村、宗圪堵村、榆树沟村、张坪村、走马台村、王台村、候岔村、杨城子村、刘河湾村、刘渠子村、中杨青村、杨青村、西沟塔村、金佛坪村、马湾村、姚沟门村、蔺砭子村、曹阳台村、新寨村、王河村、梁坡村、杨庙台村、冯陡峁村、齐湾子村、张城子村、石台子村、姚寺村、伍金涧村、高渠村、暴城村、南沟村、双庙村、陈砭村、杨新庄村、薛岔村、湫沟村、雷坡村、老虎沟村和郭畔村。